# Las Paredes, Guanajuato
Las Paredes är en ort i Mexiko.   Den ligger i kommunen Pénjamo och delstaten Guanajuato, i den centrala delen av landet, 300 km väster om huvudstaden Mexico City. Las Paredes ligger 2 254 meter över havet och antalet invånare är 180.
Terrängen runt Las Paredes är kuperad. Runt Las Paredes är det ganska tätbefolkat, med 108 invånare per kvadratkilometer. Närmaste större samhälle är Pénjamo, 9,3 km söder om Las Paredes. Omgivningarna runt Las Paredes är en mosaik av jordbruksmark och naturlig växtlighet.